# カール・レムリ
カール・レムリ（Carl Laemmle、1867年1月17日 - 1939年9月24日）は、アメリカ合衆国の映画製作者、ユニバーサル映画の設立者。生涯で400本以上の映画製作に携わった。
初期の映画界における重要人物の一人であるレムリはドイツ出身のユダヤ人であり、1884年にアメリカに移住した。シカゴで20年間働いた後にニッケルオデオンを買収し、映画配給会社レムリ・フィルム・サービスを設立し、やがてユニバーサル映画を設立した。ウィリアム・ワイラーとアルベルト・アインシュタインの親戚に当たる。

## 生涯

### 生い立ち
1867年にヴュルテンベルク王国ウルム近郊のラウプハイムで生まれる。両親は従兄妹同士で結婚している。少年期はアイヒェンハウゼンで過ごした。1884年に兄を追ってアメリカに移住し、シカゴに定住してレチャ・スターンと結婚、息子カール・レムリ・Jrをもうけた。1889年にアメリカ市民権を得て帰化している。移住後は様々な仕事に従事し、1894年にウィスコンシン州オシュコシュの衣料会社コンチネンタル・ファッション・カンパニーで簿記担当の仕事を得た。

### 映画業界への参入

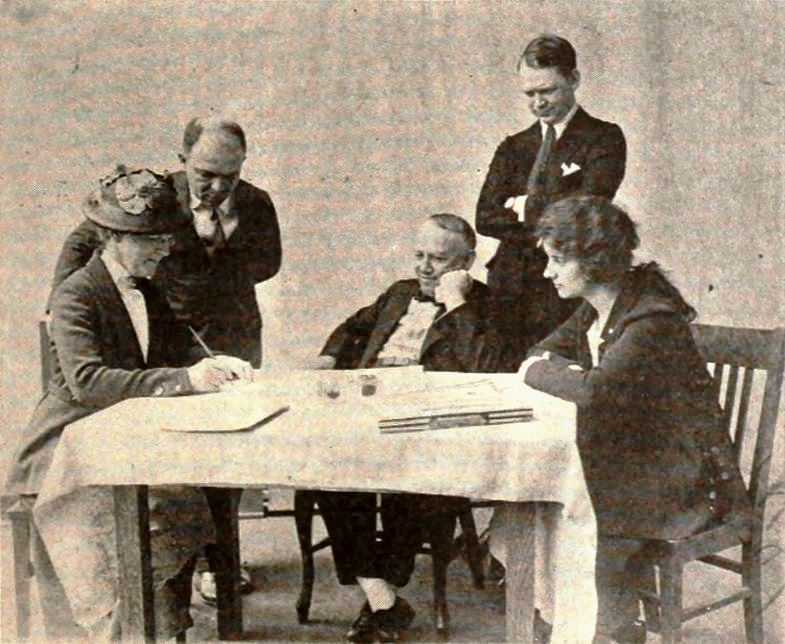
出演契約を結ぶガートルード・オルムステッド母子と、立ち会うレムリとユニバーサル幹部（1920年）

1906年にコンチネンタル・ファッション・カンパニーを退職し、シカゴでニッケルオデオンの盛況ぶりを見て興行業を始める。レムリはトーマス・エジソンが映画配給の独占を企図したモーション・ピクチャー・パテンツ・カンパニーへの抵抗を始め、メアリー・ピックフォードやフローレンス・ローレンスなどの俳優の宣伝を手掛けて収益力を高め、独立企業としての力を蓄えていった。妻の死後、レムリはニューヨークに移住して1909年には全米一のエクスチェンジ業者（→スタジオ・システム）レムリ・フィルム・サービスを設立し映画配給を始めた。次いで映画製作会社インディペンデント・ムービング・ピクチャーを設立した。
1912年4月30日に映画会社8社と合併してユニバーサル・フィルム・マニュファクチュアリング・カンパニー（ユニバーサル映画）を設立し、社長に就任した。レムリは「映画の都」と呼ばれていたニュージャージー州フォートリーに新たに映画スタジオを設置した。1915年にはカリフォルニア州サンフェルナンド・バレーにある230エーカーの大丘陵地帯に総合映画スタジオ都市（ユニバーサル・シティ）を開設している。オープンの際には、かつての仇敵エジソンが照明や撮影機材を手がけたという。アーヴィング・タルバーグやハリー・コーンは当初ユニバーサル映画でレムリの部下として働いていた。
レムリはカリフォルニア州ビバリーヒルズに移住し、かつてトーマス・H・インスが暮らしていた住居を買い取り家族と共に生活の拠点とした。また、ニューヨークにも大きなアパートを所有し、子供たちのために維持していた。

### ユニバーサル映画からの追放と晩年

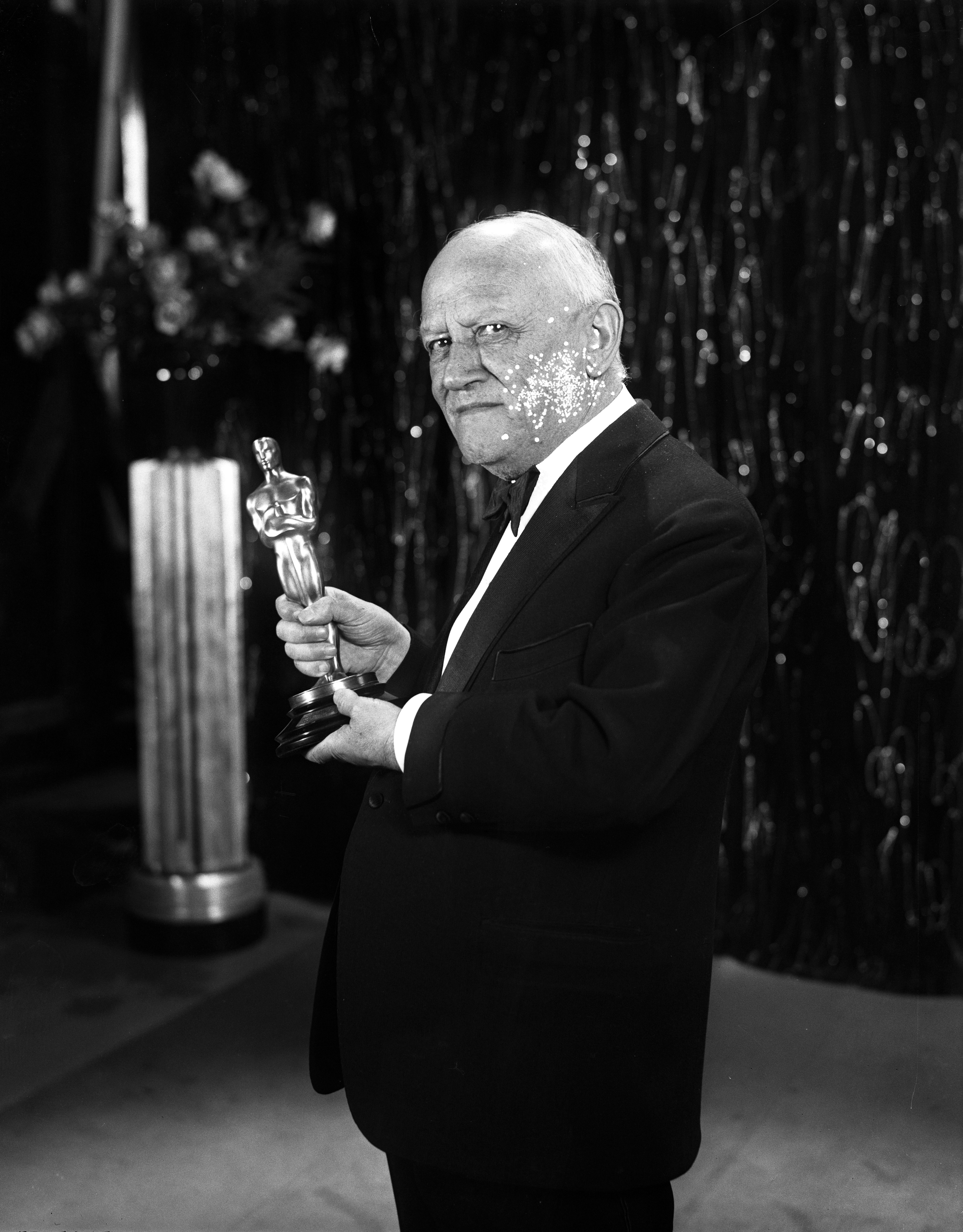
レムリ・Jrが製作した『西部戦線異状なし』で受賞したオスカー像を持つレムリ（1930年）

レムリはプロデューサーとして数百本の映画製作に携わり、ロン・チェイニー主演の『ノートルダムのせむし男』『オペラの怪人』の他に『笑ふ男』などの作品を手掛けた。また、1928年に社長の地位を譲られたレムリ・Jrもホラー映画の古典として有名な『魔人ドラキュラ』『フランケンシュタイン』などの作品を製作し、ユニバーサルに多大な利益をもたらした。しかし、世界恐慌の中でも莫大な製作費を投じるレムリ父子の製作姿勢に株主たちが不満を募らせた結果、1936年に二人はユニバーサルから追放されてしまう。
レムリは映画業界での成功後、故郷ラウプハイムに財政支援を行っており、1930年代にはナチス・ドイツからアメリカに移住するユダヤ人の入国手数料を肩代わりして数百人のユダヤ人をホロコーストから救っている。また、移民の受け入れを容易に行えるように国務長官コーデル・ハルに掛け合っている。最晩年の1939年には、ハバナからヨーロッパに送還される人々をアメリカに入国させようと試みている。この試みは失敗し、送還された人々の多くは死亡したと推測されている。
1939年9月24日に心血管疾患のため、ビバリーヒルズで死去した。遺体はシカゴにあるホーム・オブ・ピース墓地に埋葬された。

## 登場作品
- The Dream Merchants（1949年） - 元ユニバーサル従業員のハロルド・ロビンズの小説。主人公は、レムリがモデルとなっている。
- Sweet Memories（2012年） - デヴィッド・マナフィー（英語版）の小説。
- インディ・ジョーンズ/若き日の大冒険